# Prezidentský palác (Vilnius)
Prezidentský palác (litevsky: Prezidentūra) je novoklasicistní budova v litevském hlavním městě Vilniusu, na náměstí Simonase Daukantase. Je to oficiální sídlo prezidenta Litevské republiky.
Stavba paláce začala již ve 14. století, původně šlo o sídlo vilniuského biskupa. Po ruském záboru byl palác dvakrát zle poničen (1737 a 1748). Roku 1750 byl prvně rozsáhle rekonstruován, podle plánů Laurynase Gucevičiuse. Poté ho jako příležitostnou rezidenci užívali ruští carové, ale v 19. sloužil hlavně jako sídlo ruských gubernátorů. Během francouzské invaze do Ruska v paláci sídlil Napoleon a řídil odtud operace, včetně organizování litevského protiruského odboje. V letech 1824–1834 byl palác přestavěn v empírovém stylu architektem Vasilijem Stasovem. Tehdy získal současnou podobu. Po získání nezávislosti v roce 1918 v paláci sídlilo litevské ministerstvo zahraničních věcí, avšak jen dva roky, než Vilnius obsadili Poláci. Po roce 1945 palác obsadila sovětská armáda, později zde byli ubytováváni významní umělci. Od roku 1997 zde sídlí litevský prezident. V době, kdy je prezident v paláci nebo jinde ve Vilniusu, vlaje nad ním prezidentská standarta. Každou neděli ve 12 hodin se koná slavnostní vyvěšení vlajky (5–10 minutová ceremonie). Účastní se ho vojáci čestné stráže litevských ozbrojených sil oblečeni nejen ve slavnostních uniformách, ale i ve středověké výzbroji. V sobotu a v neděli se konají bezplatné turistické prohlídky paláce. V meziválečné éře sídlil litevský prezident v Kaunasu, v paláci, kde je dnes Národní umělecké muzeum M. K. Čiurlionise.